# 生駒夕紀子
生駒 夕紀子（いこま ゆきこ、1980年1月5日 - ）は、フリーアナウンサー。元TBC東北放送アナウンサー。

## 来歴
東京都目黒区出身。聖心女子大学文学部心理学科を卒業後、2002年東北放送に入社した（同期は松尾武）。視聴者・リスナーからは「イコマっち」のあだ名で親しまれていた。
夕紀子の「紀」は彼女の母親が和歌山出身であることから入れられた。女子大生時代にTBSテレビ『ウンナンの気分は上々。』のテニスの回で出演したことがある。
元仙台放送・テレビ静岡の出射由佳とは大学の同級生で入学時から友人。
2007年9月限りで東北放送を退社しセント・フォースに所属。同年10月より日テレNEWS24のキャスターを担当。その後セント・フォースからニチエンプロダクションに移籍して2009年3月まで所属していた。2008年4月に結婚。2009年3月をもって日テレNEWS24を降板。
夫の転勤に伴い2009年4月からアメリカ合衆国マサチューセッツ州ボストンに滞在。その間古巣のTBCラジオ『COLORS』の1コーナー「石川太郎の地球サーフィン」に不定期で出演。2010年11月12日に第1子（長女）を、2013年2月17日には第2子（長男）をそれぞれ出産。
2014年7月に帰国。

## 担当番組

### TBC時代
テレビ
- ウォッチン!みやぎ（月・火曜日担当）

※メールアドレスを伝えるとき何故か早口になり字幕がなければ何を言っているか解らない状態だった。（現在のMC2名にはなかった）
- ふしぎのトビラ（ナビゲーター）

ラジオ
- YAGIYAMA発 ラジオな気分（木曜ラジオカーリポーター　13:00〜16:20）
- TBCこども音楽コンクール

### フリー時代
- 日テレNEWS24（2007年10月 - 2009年3月）
- COLORS月曜日（TBCラジオ、不定期出演[4]）